# Fours-en-Vexin
Pour les articles homonymes, voir Fours.
Fours-en-Vexin est une ancienne commune française, située dans le département de l'Eure en région Normandie, devenue le 1er janvier 2016 une commune déléguée au sein de la commune nouvelle de Vexin-sur-Epte.

## Toponymie
Le nom de la localité est attesté sous les formes Forz en 1233 (cartulaire normand), Furni en 1247 (cartulaire du Trésor), Forez en 1259 (L. P.), Fours en 1801, Fours-en-Vexin en 1961.

Du latin furnus, « four ».
Évocation de fours (à chaux ou à pain) dont la trace serait à rechercher.
Le Vexin normand s'étend sur le nord-est du département de l'Eure.

## Histoire
La référence au nom de pays « Vexin » dans le nom de la commune, a été ajoutée le 28 décembre 1961.

## Politique et administration
| Période                                  | Période    | Identité         | Étiquette | Qualité         |
| ---------------------------------------- | ---------- | ---------------- | --------- | --------------- |
| Les données manquantes sont à compléter. |            |                  |           |                 |
| mars 2008                                | 31/12/2015 | Emmanuel Bourdon | DVD       | Cadre supérieur |

## Démographie
L'évolution du nombre d'habitants est connue à travers les recensements de la population effectués dans la commune depuis 1793. À partir du 1er janvier 2009, les populations légales des communes sont publiées annuellement dans le cadre d'un recensement qui repose désormais sur une collecte d'information annuelle, concernant successivement tous les territoires communaux au cours d'une période de cinq ans. 
Pour les communes de moins de 10 000 habitants, une enquête de recensement portant sur toute la population est réalisée tous les cinq ans, les populations légales des années intermédiaires étant quant à elles estimées par interpolation ou extrapolation. Pour la commune, le premier recensement exhaustif entrant dans le cadre du nouveau dispositif a été réalisé en 2008,.
En 2013, la commune comptait 196 habitants, en évolution de +6,52 % par rapport à 2008 (Eure : +2,66 %, France hors Mayotte : +2,49 %).
| 1793 | 1800 | 1806 | 1821 | 1831 | 1836 | 1841 | 1846 | 1851 |
| ---- | ---- | ---- | ---- | ---- | ---- | ---- | ---- | ---- |
| 236  | 231  | 251  | 254  | 227  | 245  | 267  | 284  | 305  |

| 1856 | 1861 | 1866 | 1872 | 1876 | 1881 | 1886 | 1891 | 1896 |
| ---- | ---- | ---- | ---- | ---- | ---- | ---- | ---- | ---- |
| 218  | 226  | 230  | 234  | 232  | 207  | 200  | 188  | 201  |

| 1901 | 1906 | 1911 | 1921 | 1926 | 1931 | 1936 | 1946 | 1954 |
| ---- | ---- | ---- | ---- | ---- | ---- | ---- | ---- | ---- |
| 218  | 214  | 206  | 192  | 207  | 179  | 183  | 148  | 150  |

| 1962 | 1968 | 1975 | 1982 | 1990 | 1999 | 2008 | 2013 | - |
| ---- | ---- | ---- | ---- | ---- | ---- | ---- | ---- | - |
| 113  | 102  | 108  | 107  | 133  | 145  | 184  | 196  | - |

## Culture locale et patrimoine

### Lieux et monuments
La commune de Fours-en-Vexin compte un édifice classé au titre des monuments historiques :
- L'église Saint-Sauveur (XIIIe, XIVe et XVIe)  Classé MH (1971)[9],[10], . Les éléments faisant l'objet de ce classement sont le porche composé de la charpente et de la maçonnerie. En outre, l'église abrite quelques pierres tombales des seigneurs de Fours.

Par ailleurs, d'autres édifices sont inscrits à l'inventaire général du patrimoine culturel :
- Un château du XIXe siècle[11] ;
- Un manoir probablement du XVIe siècle[12]  ;
- Une maison des XVIIIe et XIXe siècles[13] ;
- Une ferme du XVIIe siècle[14].

Est également inscrit à cet inventaire un édifice aujourd'hui détruit :
- la chapelle Saint-Blaise au lieu-dit le Bois de Saint-Blaise[15]. Cette chapelle a été détruite à la Révolution. Elle était placée sous le patronage de l'abbé de Saint-Germain-des-Prés.

Autre lieu : 
- porche de ferme seigneuriale, du XVIIe siècle, jouxtant l'église.

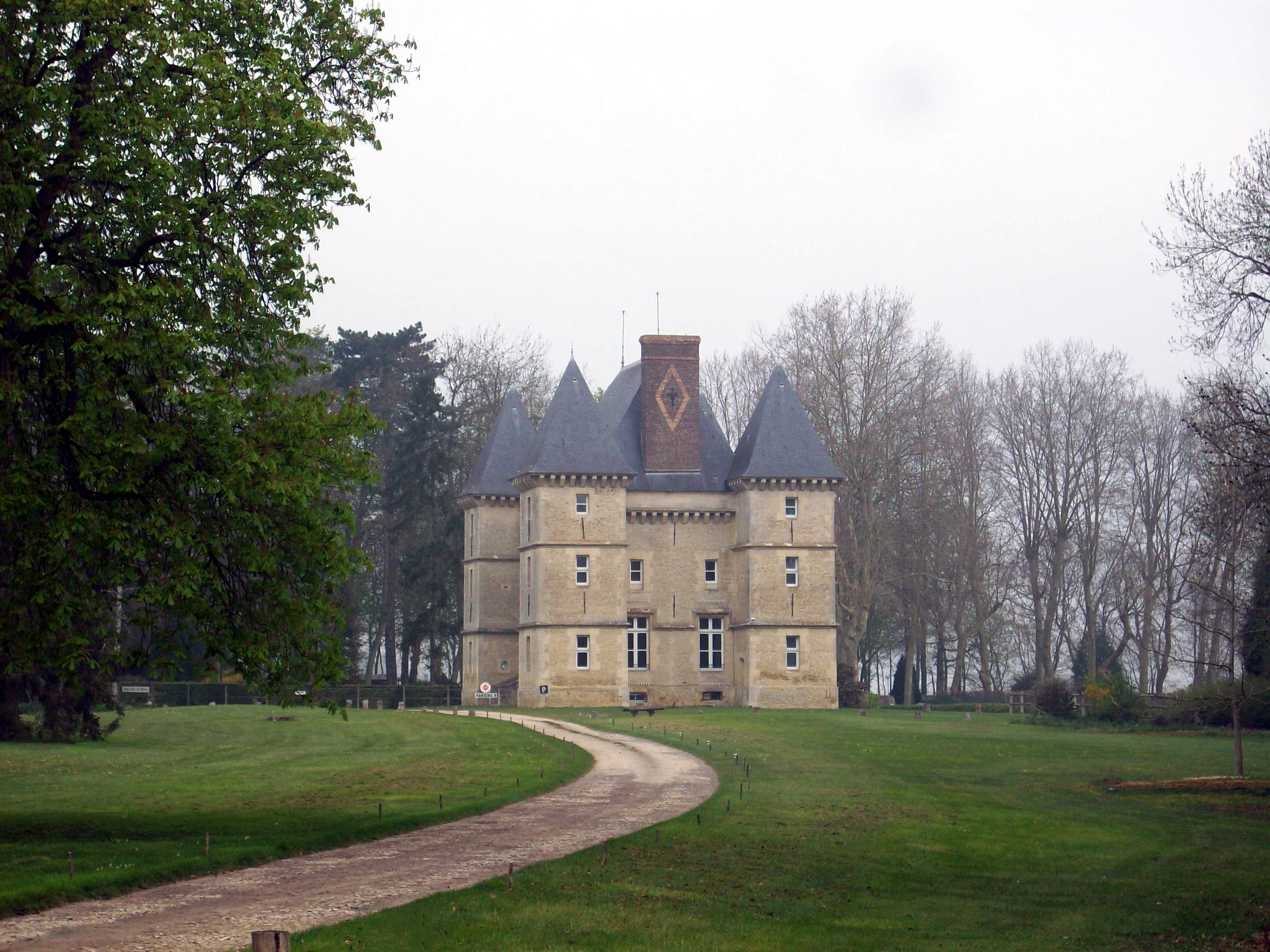
Le château de Fours.
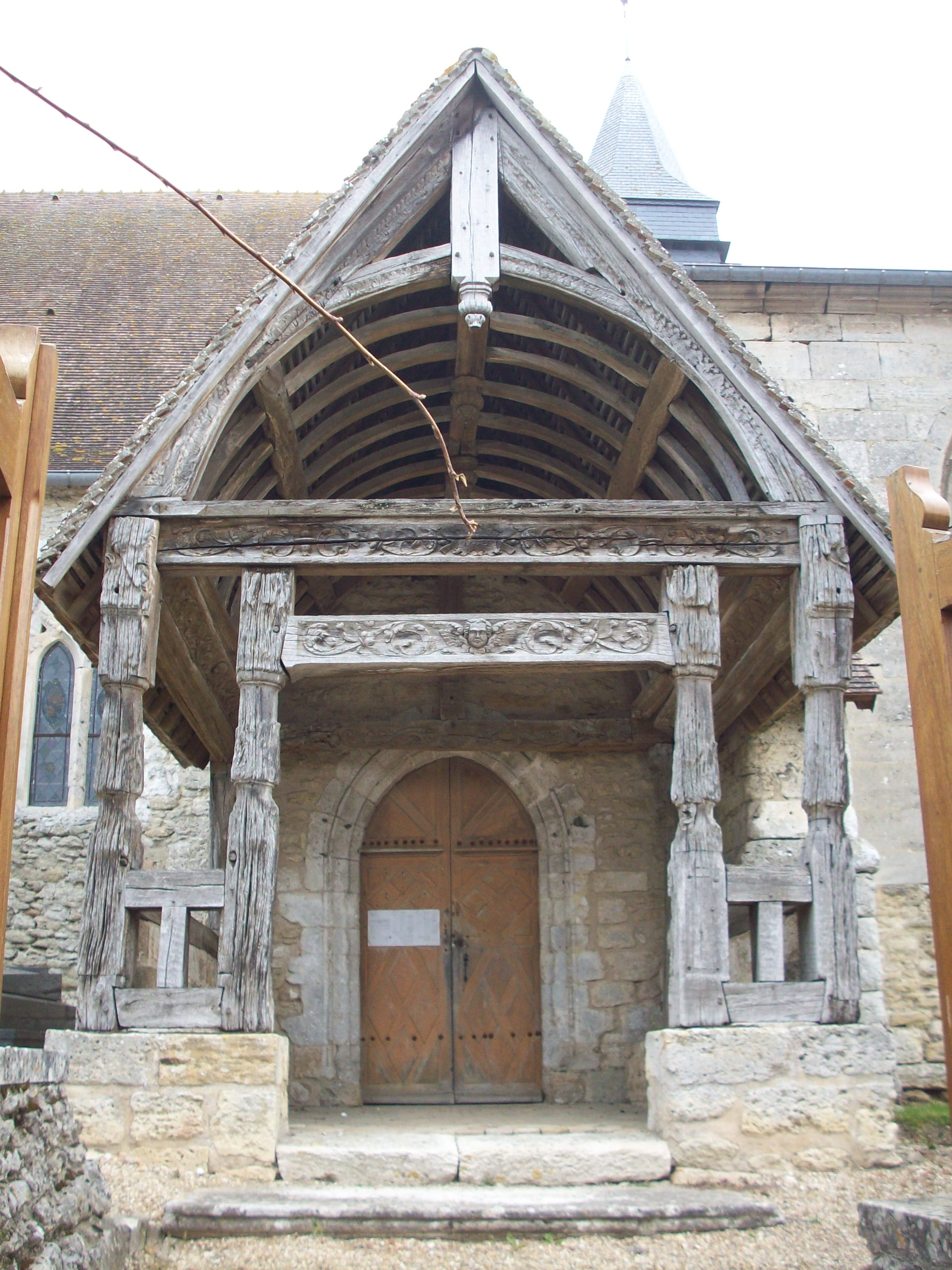
Le porche de l'église.
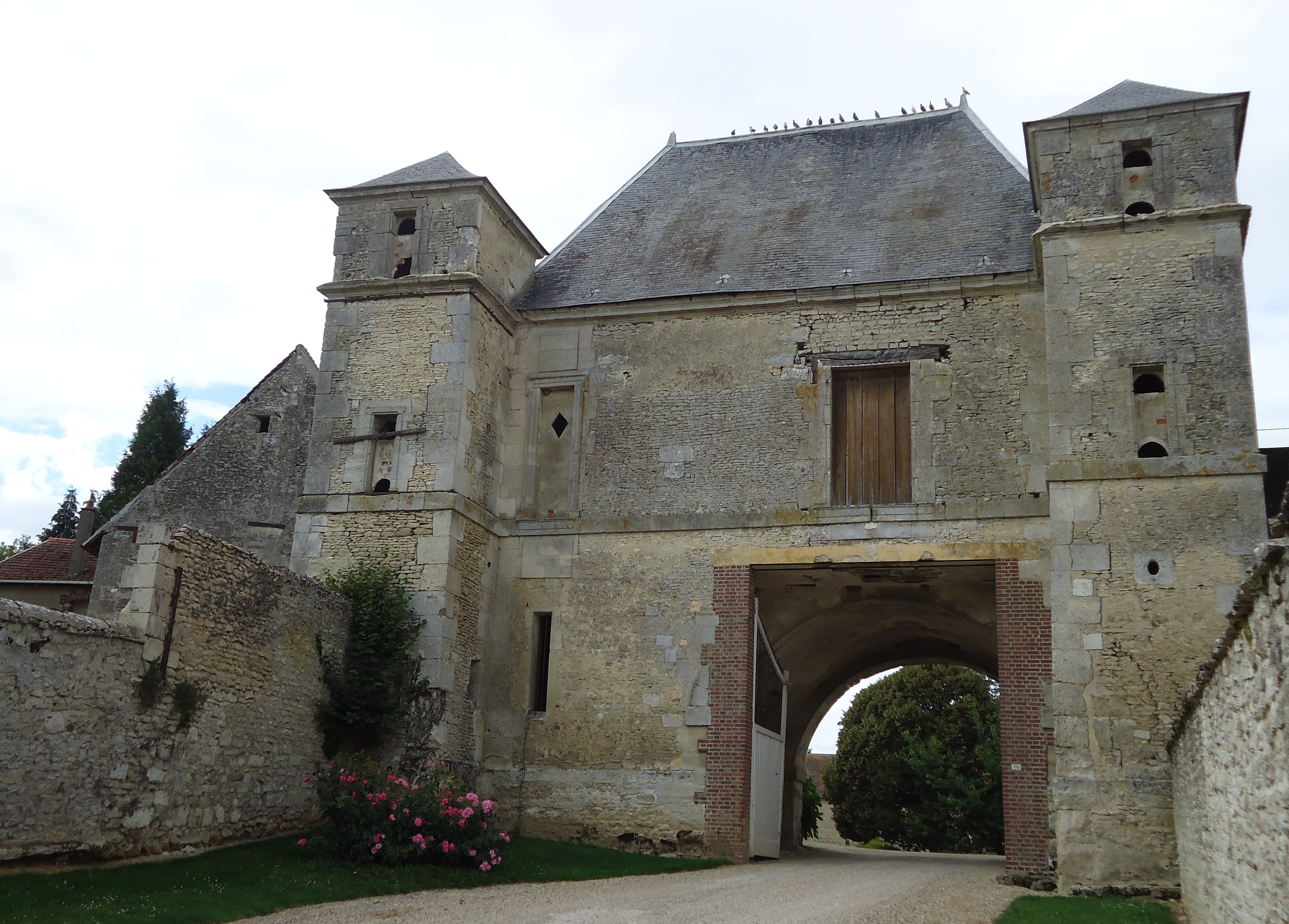
Le porche de ferme seigneuriale.

### Patrimoine naturel

#### Site inscrit
- L’ensemble formé par l’église, le cimetière, l’entrée de l’ancien manoir, le bois de pins  Site inscrit (1943)[16].